# Jordi Gordillo Brunet
Jordi Gordillo Brunet (nascido em 16 de agosto de 1983) é um nadador paralímpico espanhol.
Participou dos Jogos Paralímpicos de Verão de 2012, realizados em Londres, onde representou a Espanha.